# Чалмерс, Уильям
Уильям (Билли) Чалмерс (англ. William «Billy» Chalmers; 24 июля 1907, Беллсхилл — 16 июля 1980) — шотландский футбольный тренер и футболист, нападающий. В качестве игрока выступал за английские клубы «Куинз Парк Рейнджерс», «Ньюкасл Юнайтед» и «Гримсби Таун». Как тренер известен работой с итальянским клубом «Ювентус» в сезоне 1948/49. Чалмерс стал одним из двух шотландских тренеров в истории «Ювентуса».

## Карьера

### Клубная
Как игрок Чалмерс сыграл за различные клубы как нападающий, в 1928 году Уильям перешёл из клуба «Куинз Парк Рейнджерса» в «Ньюкасл Юнайтед» за 2 500 £.
За «Ньюкасл» Чалмерс выступал вместе с легендой клуба Хьюи Галлахером, который также родился в Беллсхилле. Чалмерс забил первый мяч, в дебютном для себя матче против «Лестер Сити», во второй игре он сделал «дубль» против «Барнсли», из-за чего быстро стал популярным среди фанатов «сорок».